# Telodorcus planithorax
Telodorcus planithorax es una especie de coleóptero de la familia Lucanidae.

## Distribución geográfica
Habita en Nueva Guinea.